# Poltavske, Troițke
Poltavske (în ucraineană Полтавське) este un sat în comuna Voievodske din raionul Troițke, regiunea Luhansk, Ucraina.

## Demografie
Componența lingvistică a localității Poltavske
     Ucraineană (86,79%)
     Rusă (8,49%)
     Maghiară (3,77%)
     Alte limbi (0,94%)
Conform recensământului din 2001, majoritatea populației localității Poltavske era vorbitoare de ucraineană (86,79%), existând în minoritate și vorbitori de rusă (8,49%) și maghiară (3,77%).